# Limited partnership
Limited Partnership (L.P.) – forma prawna spółki w krajach anglojęzycznych, używana głównie w branży handlowej. W polskim systemie prawnym jego odpowiednikiem jest spółka komandytowa (sp.k.).

## Opis
Cechą charakterystyczną tego rodzaju spółki jest, że odpowiedzialność co najmniej jednego ze wspólników jest ograniczona (limited partner – sytuacja prawna analogiczna do komandytariusza w spółce komandytowej), a co najmniej jednego ze wspólników jest nieograniczona (general partner – sytuacja prawna analogiczna do komplementariusza).
Zdarza się, że skrót ten tłumaczony jest jako (spółka z ograniczoną odpowiedzialnością), choć tę w zachodnich systemach prawnych oznacza się skrótem LLC – Limited Liability Company lub Co. Ltd. – Company Limited. Inne podobne i często mylone skróty to LLP – Limited Liability Partnership (odpowiednik spółki partnerskiej w polskim systemie prawnym) oraz General Partnership (zbliżone do spółki jawnej w polskim systemie prawnym, czasami używane również w kontekście spółek cywilnych, co wynika z różnic pomiędzy formami prawnymi przedsiębiorstw w różnych państwach).